# Scaligeri-család

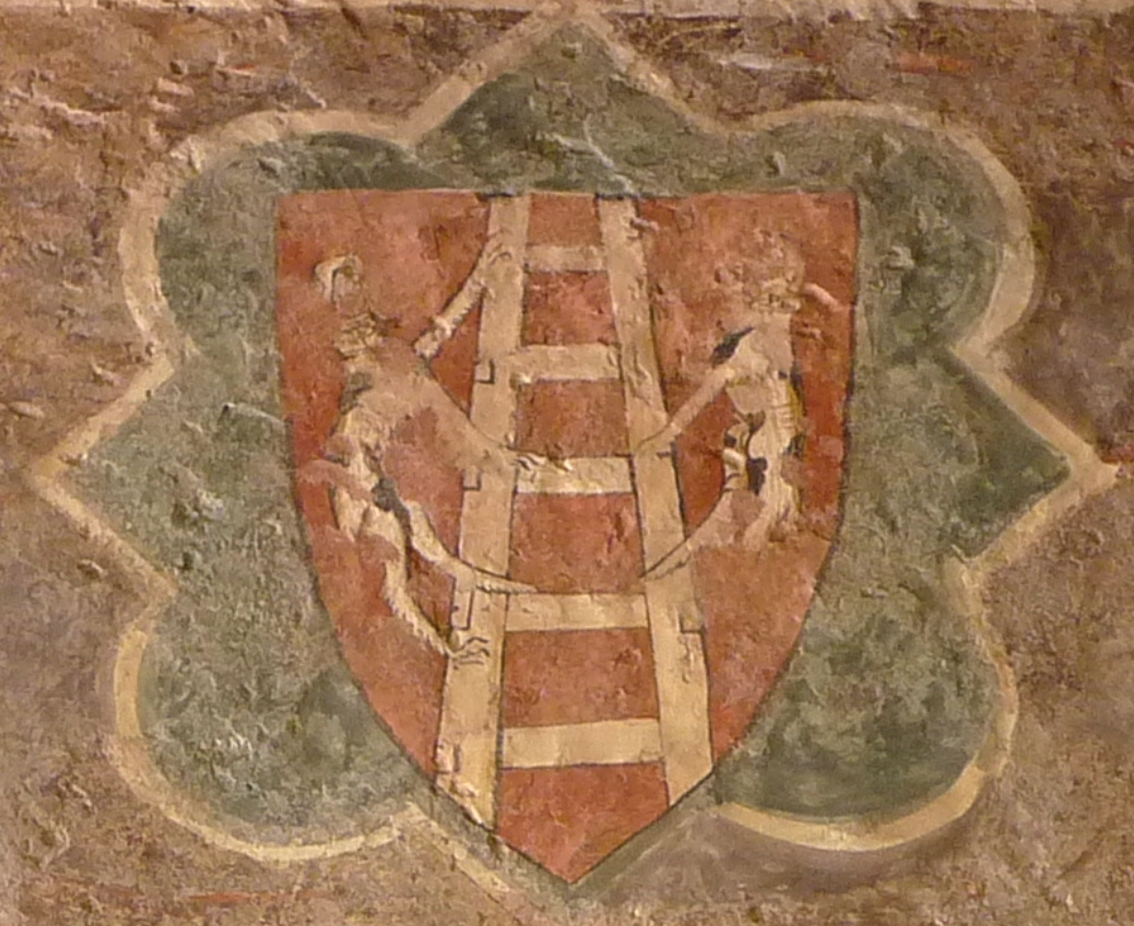
A Scaligeri-címer faldíszen, Castelvecchio, Verona

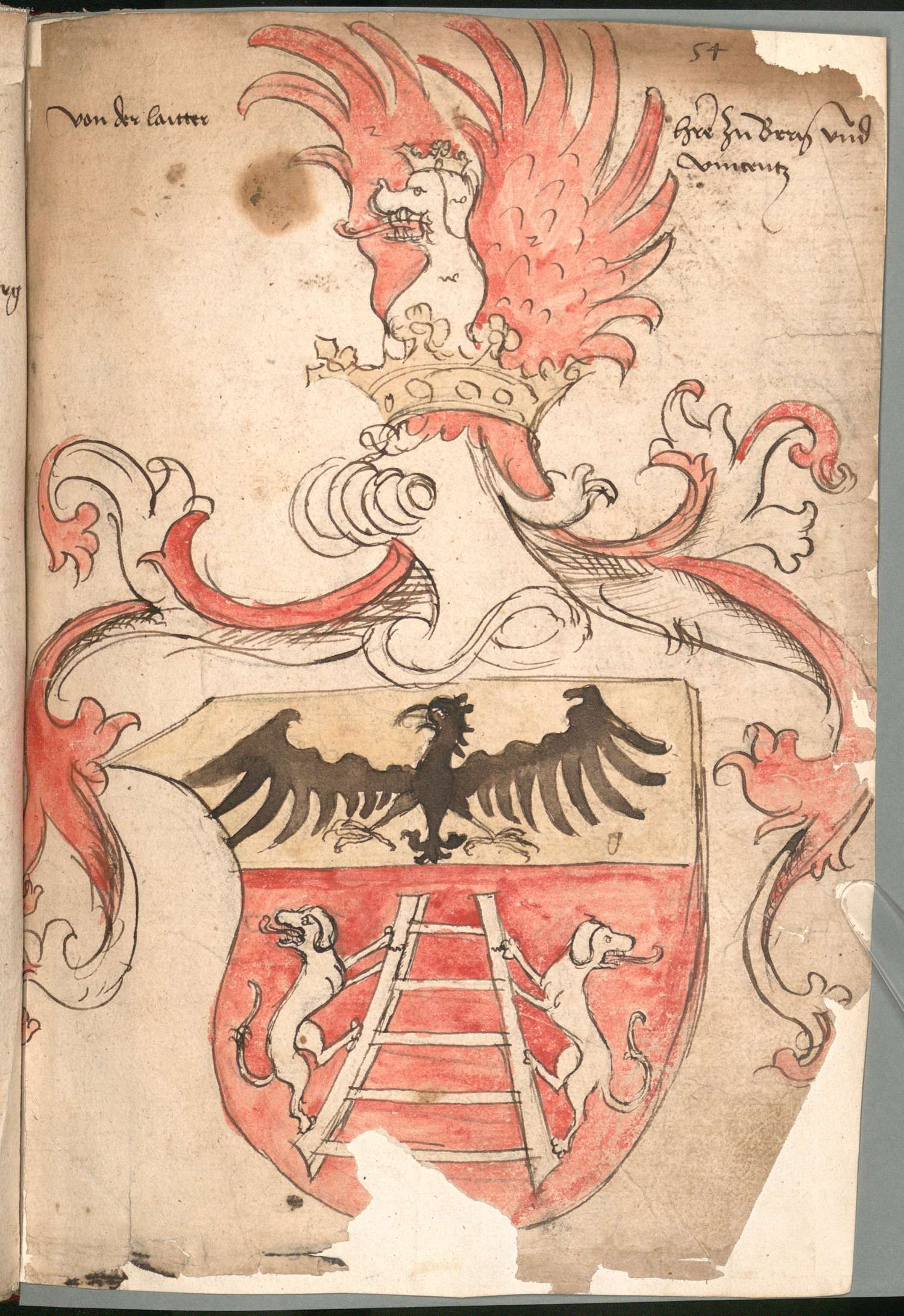
A Scaligerik (von der laitter) címere a Wernigerode-címerkönyvben

A Scaligeri-család (Scaligeri, della Scala, németül gyakran Scaliger, történelmileg Signori della Scala is ) 1262 és 1387 között Verona urai. A kultúrtörténetben az észak-olaszországi Scaliger-kastélyok építőiként játszottak szerepet.

## Családtörténetük

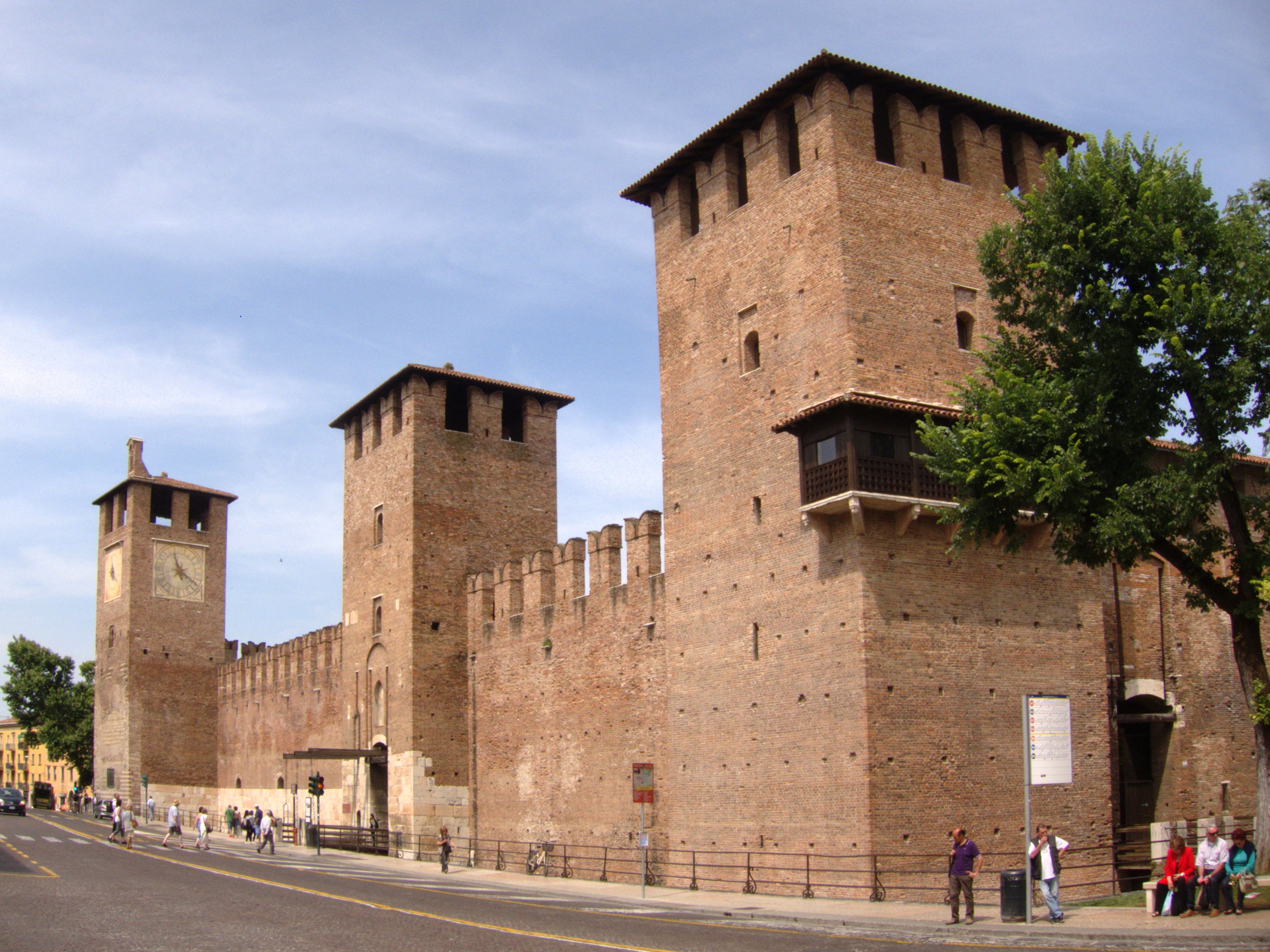
Castelvecchio – a Scaligeri-erőd Veronában

A család városi eredetű, az első ismert személyek Adam bíró (1137–1166) és I. Balduin veronai konzul (1147) voltak.  Hogy a Scaligerik nemesek voltak-e, az nem bizonyos. Kereskedő ősöktől való származásuk is felmerült, de az nem bizonyítható. A feltűnő, hogy Adam mellett három másik családtag is I. Baldwin vonalából volt bíró, de amikor Verona urai lettek, ezt a hivatalt előttük még senki nem viselte. Annyi bizonyos, hogy a Scaligerik kezdetben nem játszottak szerepet a veronai kommuna korszakában. A 13. század elején a Della Scala-család először jelent meg a kommuna felsőbbrendűségéről folytatott frakcióvitában. Nem sokkal Ezzelino da Romano előtt, az 1220-as években tábort váltottak, hiszen éppen az a frakció hívta segítségül a Verona fennhatósága körüli vitában, amelyhez a Scaligerik is tartoztak.  
Már Ezzelino da Romano halála előtt, 1259 őszén, akit Verona városa 1226-ban podestàvá választott, és akinek sikerült az ideiglenes hivatalát állandó uralommá alakítania, a város Nagytanácsa követőjét, I. Mastino della Scalát választotta meg podestà del popolónak 1259 januárjában, aki sikeresen próbálkozott a signoria tisztsége örökölhetővé tételével a családon belül: kezdetben a város nevében uralkodott, de aztán, amikor 1262-ben megtagadták újraválasztását, egy államcsíny után népkapitány lett. Legfőbb feladata a céhvezérek által irányított város harcának megszervezése volt a pápapárti guelfekkel szemben.
1277-ben egy nemesi csoport meggyilkolta Mastinót, de ez nem befolyásolta a család uralmát. Bátyjának, I. Alberto della Scalának mint Capitano del Popolónak (1277–1301 – már mantovai podestà volt) uralkodása folyamatos háború volt San Bonifacio grófjai ellen, akiket az Este-ház támogatott. Három fia, I. Bartolomeo della Scala (1301–1304), Alboino della Scala (1304–1311) és I. Cangrande della Scala (társkormányzó 1308, 1311–1329 óta – Cangrandét, a „nagy kutyát” valójában Francescónak hívták) sorra megörökölte a podestà hivatalát. Alboinót és Cangrandét 1311 márciusában közösen nevezték ki Verona császári helytartóivá.
A három testvér közül a legfiatalabb, Cangrande bátyja halála után II. Alberto della Scalával (1311–1352), Alboino fiával osztozott a kormányzásban, és katonaként, Dante, Petrarca és Giotto patrónusaként szerzett hírnevet. Háborúval vagy szerződéssel ellenőrzése alá vonta Belluno, Bassano, Feltre, Padova (1328), Treviso (1308) és Vicenza városokat. 1318-ban a Lombard Ghibellin Liga megválasztotta főkapitánynak.
II. Alberto és öccse, II. Mastino, aki kormányzótársa volt (1329–1351), nemzedékük leggazdagabb és leghatalmasabb hercegei voltak Itáliában. Ők ketten folytatták nagybátyjuk politikáját (Alberto a háttérben maradt, Mastinót pedig politikai tevékenységre hagyta), 1332-ben meghódították Bresciát és kiterjesztették hatalmukat a Pón túlra. Megszerezték Parmát (1335) és Luccát (1339), és ezzel 1337-ben erőteljes koalíció létrehozását provokálták ki maguk ellen: Firenze, Velence, Visconti, Este és Gonzaga-családok szövetkeztek, majd egy hároméves háború után a Scaligerik területe Veronára és Vicenzára korlátozódott.
Mastino fia és utódja, II. Cangrande della Scala (1351–1359) kegyetlen és gyanakvó zsarnok volt, aki igyekezett elhatárolódni saját alattvalóitól, és német zsoldosokkal vette körül magát. 1359-ben ölte meg saját bátyja, Cansignorio della Scala (1359–1375), aki megalapította az államkincstárat, palotákkal díszítette fel a várost, hidakat és vízvezetékeket építtetett. Amikor 1375-ben meggyilkolta másik fivérét, Paolo Alboino della Scalát is, aki 1359-ben podestàként követte, 1365-ben bebörtönözte őt, s néhány nappal később ő maga is meghalt.
A testvérgyilkosság épp olyan gyakori volt a Scaligerik körében, mint a kettős régensség. Amikor Antonio (1375–1387), Cansignorio törvénytelen fia 1381-ben megölte testvérét, II. Bartolomeót (1375–1381) (mindketten apjuk utódai voltak), a nép fellázadt, és többé nem támogatta, így a milánói Gian Galeazzo Visconti hadat üzent neki. Amikor erőforrásai kimerültek, Antonio éjszaka (1387. október 19-én) elmenekült Veronából, ezzel végét vetve a Scaligeri-uralomnak. A következő évben pedig meghalt.
Fia, Canfrancesco sikertelenül próbálta visszafoglalni Veronát (1390). Guglielmo (1404), II. Cangrande törvénytelen fia szerencsésebb volt; A lakosság támogatásával kiűzte a milánóiakat, de alig tíz nappal később meghalt, ami után Verona alárendelte magát Velencének (1405). A Scaligeri-család utolsó képviselője a császári udvarban élt, és többször is megpróbálta visszahódítani Veronát népfelkelések segítségével.
Két másik Scaligeri később humanistaként szerzett magának hírnevet:
- Julius Caesar Scaliger (Giulio Cesare Scaliger) (* 1484; † 1558), humanista, költő és természettudós, aki Guglielmo fia (Niccolò) unokájának vallotta magát,
- és fia, a hugenotta Joseph Justus Scaliger (* 1540; † 1609), aki 1609-ben a Leideni Egyetem professzoraként halt meg, és a 16. század második felének egyik legnagyobb tudósaként tartották számon. Több írásában is igyekezett az ókori kronológiát pontosítani.

## Scaligeri-sírok Veronában

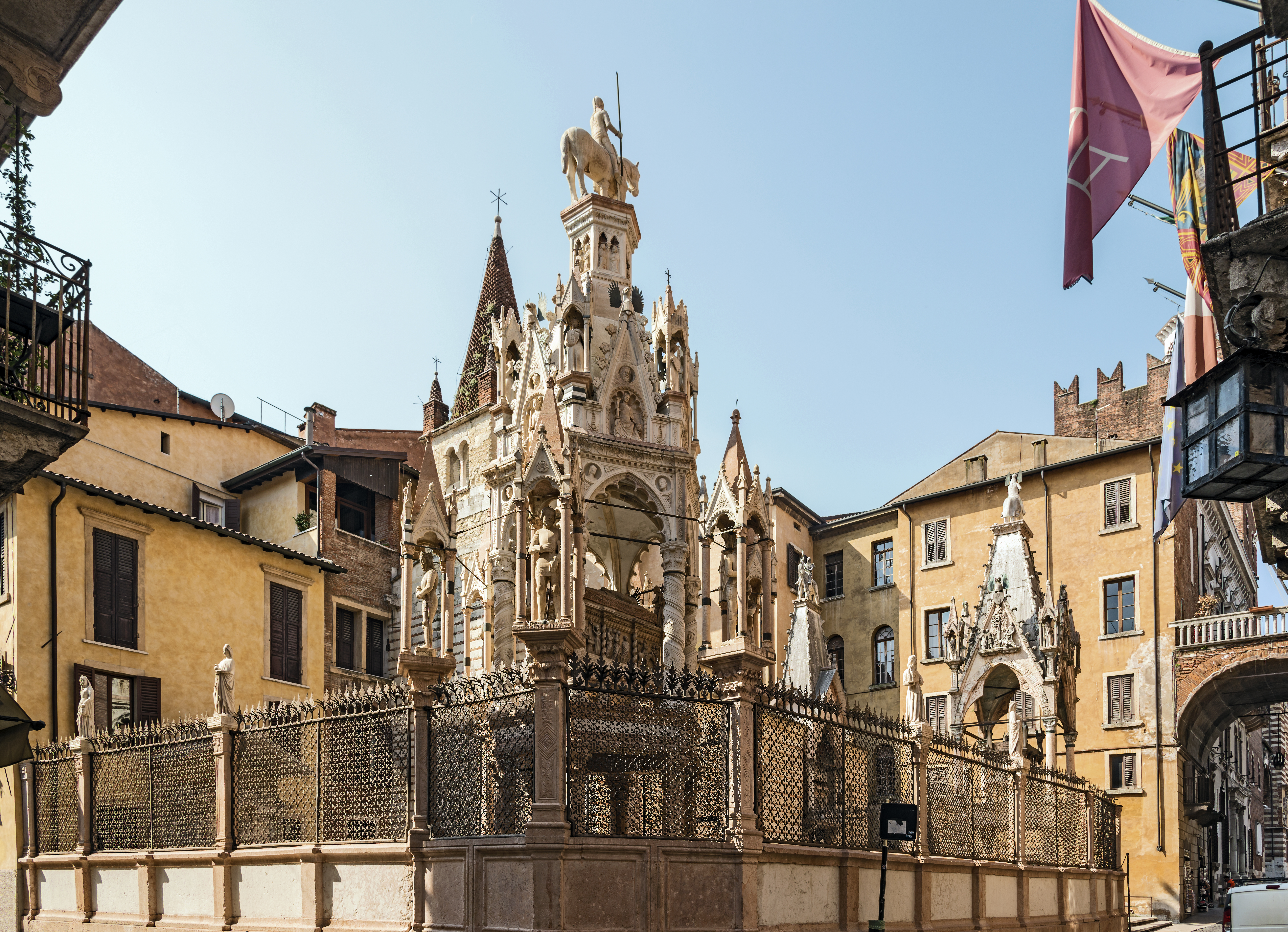
A Scaligerik síremléke a Santa Maria Antica előtt, Veronában

A veronai Scaligeriket a helyi Santa Maria Antica román stílusú templomban temették el, ahol szarkofágjaik nagy kriptákban állnak, gótikus szentélyek formájában, lovas szobrokkal díszítve. A legrégebbi I. Mastinóé 1277-ből való falfülkesír. Az 1329-ből származó Cangrande della Scala síremléke a templom oldalkapuja feletti falfülkében látható. A többi sír általában kőszarkofágokból áll, amelyek főként nagy sírépületekben (arche) helyezkednek el gótikus szentélyek (tempietti) formájában, amelyeket lovas szobrok egészítenek ki. Nem kapcsolódnak a templomhoz, hanem a mellette lévő, bekerített területen helyezkednek el. II. Mastino sírja egy tabernákulum, Cansignorio síremléke Bonino da Campione (1375/76) által épített márvány emlékmű. A Scaligeri-sírok a 19. századi festők népszerű motívumai voltak, például Eduard Gerhardtéi.

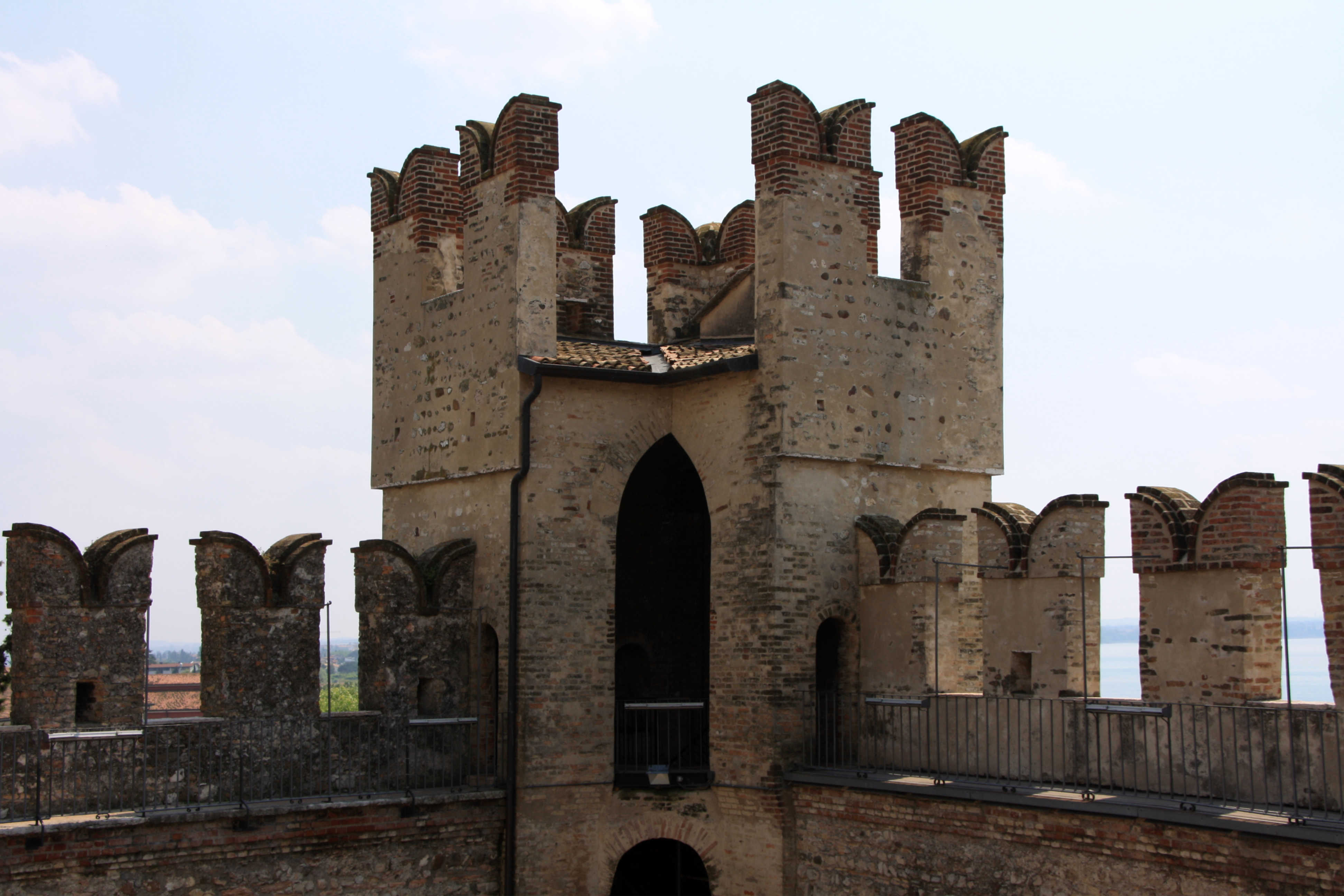
Fecskefarkú mellvédek Sirmione Scaligei-kastélyában

## Építészeti stílusukstílus
A Scaligerik arról ismertek, hogy kastélyaikat különleges formájú bástyákkal díszíttették. Ezt az alakja miatt fecskefarkú csúcsnak nevezik.

## Címerük
A beszélő családi címeren ezüst létra (olaszul: scala) látható piros alapon. Később két kutya is kísérte.

A Scaligeri-család címere
A családi címer későbbi formája
Az I. Cangrande-féle változat († 1329)

## Veronai uralkodóik
- I. Mastino della Scala 1259–1277
- I. Alberto della Scala 1277–1301

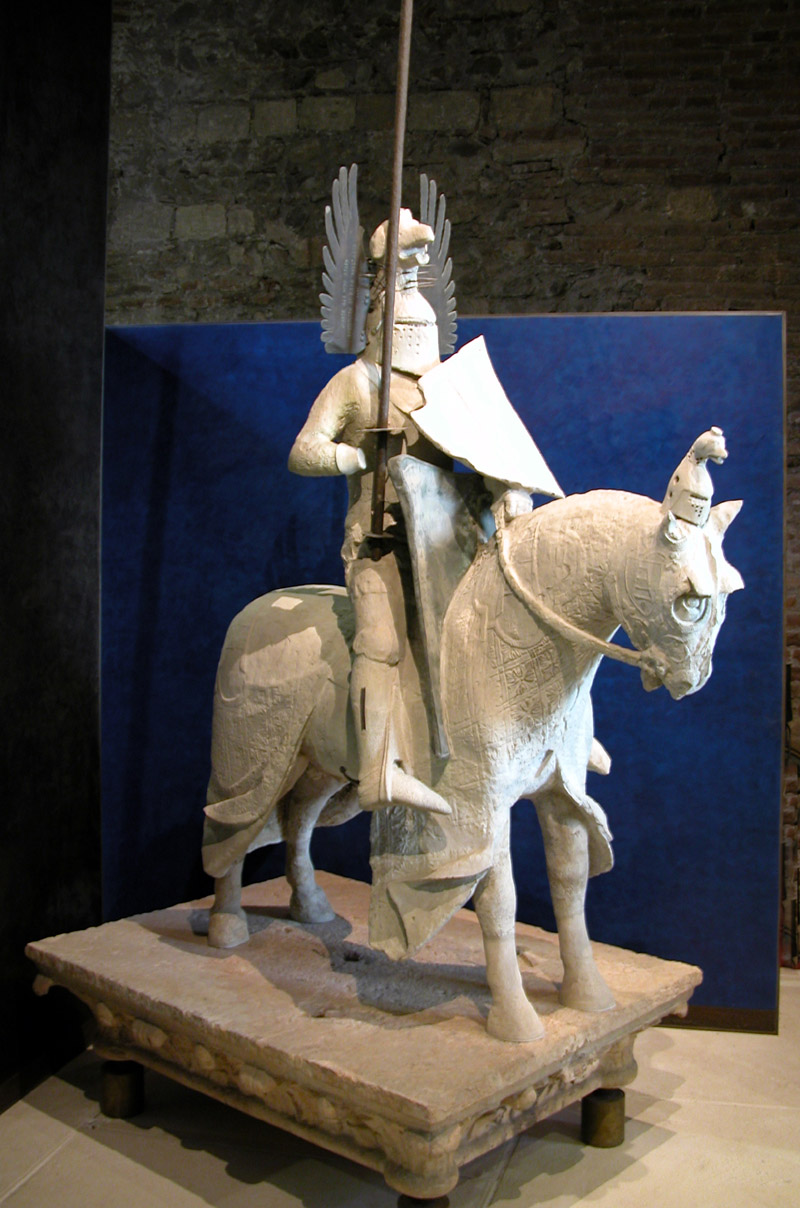
II. Mastino della Scala (1308–1351) lovas szobra teljes páncélban

- I. Bartolomeo della Scala 1301–1304
- Alboino della Scala 1304–1311
- II. Alberto della Scala 1311–1352
- Francesco (I. Cangrande) della Scala 1311–1329
- II. Mastino della Scala 1329–1351
- II. Cangrande della Scala 1351–1359
- Paolo Alboino della Scala 1359–1365
- Cansignorio della Scala 1365–1375
- II. Bartolomeo della Scala 1375–1381
- Antonio della Scala 1375–1387

## Családi kapcsolataik

### Törzslista
Iacopino della Scala másodszülött fiaként I. Alberto Verona uralkodója volt a Scaligeri-Signoriából, amelyet az ő uralkodása alatt alapított.

### Német vonaluk Bajorországban

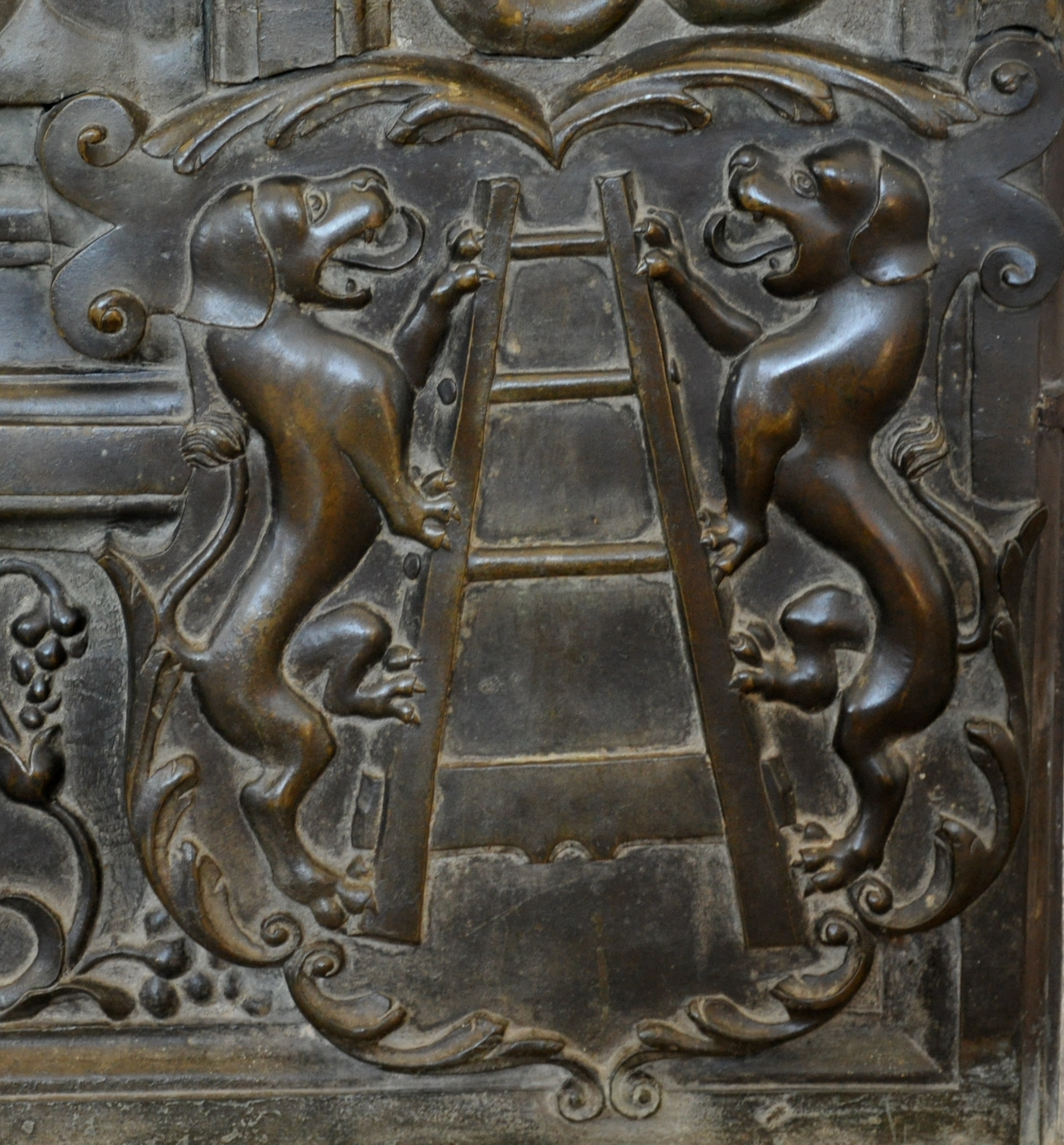
Címerábrázolás egy sírfeliraton Meßkirchben, a Szent Márton-plébániatemplomban (1551)

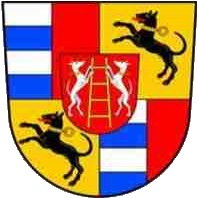
A Lamberg- ház címere 1655 után, szívpajzsként a Scaligeri-címerrel

I. Guglielmo († 1404), II. Cangrande della Scala törvénytelen fia kiűzése után özvegye és gyermekei Luxemburgi Zsigmond német-római császár udvarában találtak menedéket. A család ezután Bajorországban élt Herren von der Leiter (von der Laitter vagy Leyter) néven, és tagjai ott töltöttek be magas hivatalokat. 1462-ben Johann von der Leyter vezette az alsó-bajor csapatokat (brandenburgi III. Albert brandenburgi választófejedelemmel szemben), és a csata után Gazdag Ludwig herceg lovaggá ütötte. 1475-ben Johann von der Leiter és felesége, Helena von Closen díszvendégként vett részt a landshuti hercegi esküvőn. 1479-ben, Gazdag Lajos temetésén Johann egyike volt annak a három lovagnak, akiket csak név szerint említenek, aki a néhai herceg sisakját és ékszereit helyezhették el a főoltáron.
1500-ban a leendő I. Miksa német-római császár megerősítette Verona és Vicenza városai és földjei feletti általános helytartóságot János fiaihoz, idősebb Hanshoz († 1541) és ifjabb Hanshoz (Johann) († 1547) rendelve. A király, a birodalom néhány választófejedelme és hercege levelet küldtek a velencei dózse számára, hogy megerősítsék a követelés jogosságát, de néhány levélváltás és hírnöki meghallgatás után az ügy elaludt. Ugyancsak 1522. április 2-án a nürnbergi Reichstagban (következmények nélkül) megerősítették Leiter urainak veronai és vicenzai helytartóságát.
Az 1504/1505-ös Landshuti örökösödési háború során a létrás urak a koalíció oldalán álltak IV. Albert bajor herceg és Miksa császár. A háborúban elszenvedett károkat 1508-ban Wald an der Alz-i birtoka és kastélya térítette meg. Idősebb Jánost V. Albrecht herceg három kiskorú fiának egyik gyámjává is kinevezték. Margareta von Laimingennel kötött házassága révén a chiemgaui Amerang-kastély 1542-ben a Scaligerik kezére került. Dédunokájuk, Hans Dietrich, Wald an der Alz és Amerang ura 1598-ban halt meg mint a név utolsó férfi viselője. Az erdő a Wittelsbach-ház birtokába került mint rendezett hűbérbirtok, Amerang pedig testvérük, Johanna (* 1574) allodiális birtokaként, két egymást követő házasság révén, von Dietrichstein grófnővel és von Lamberg bárónővel, akik 1654/55-ben a Scaligeri-család utolsó örököseként haltak meg.
A bajorországi Létra Urai öröksége, az Amerang-kastély birtoka ezt követően a von Lamberg-családra szállt.

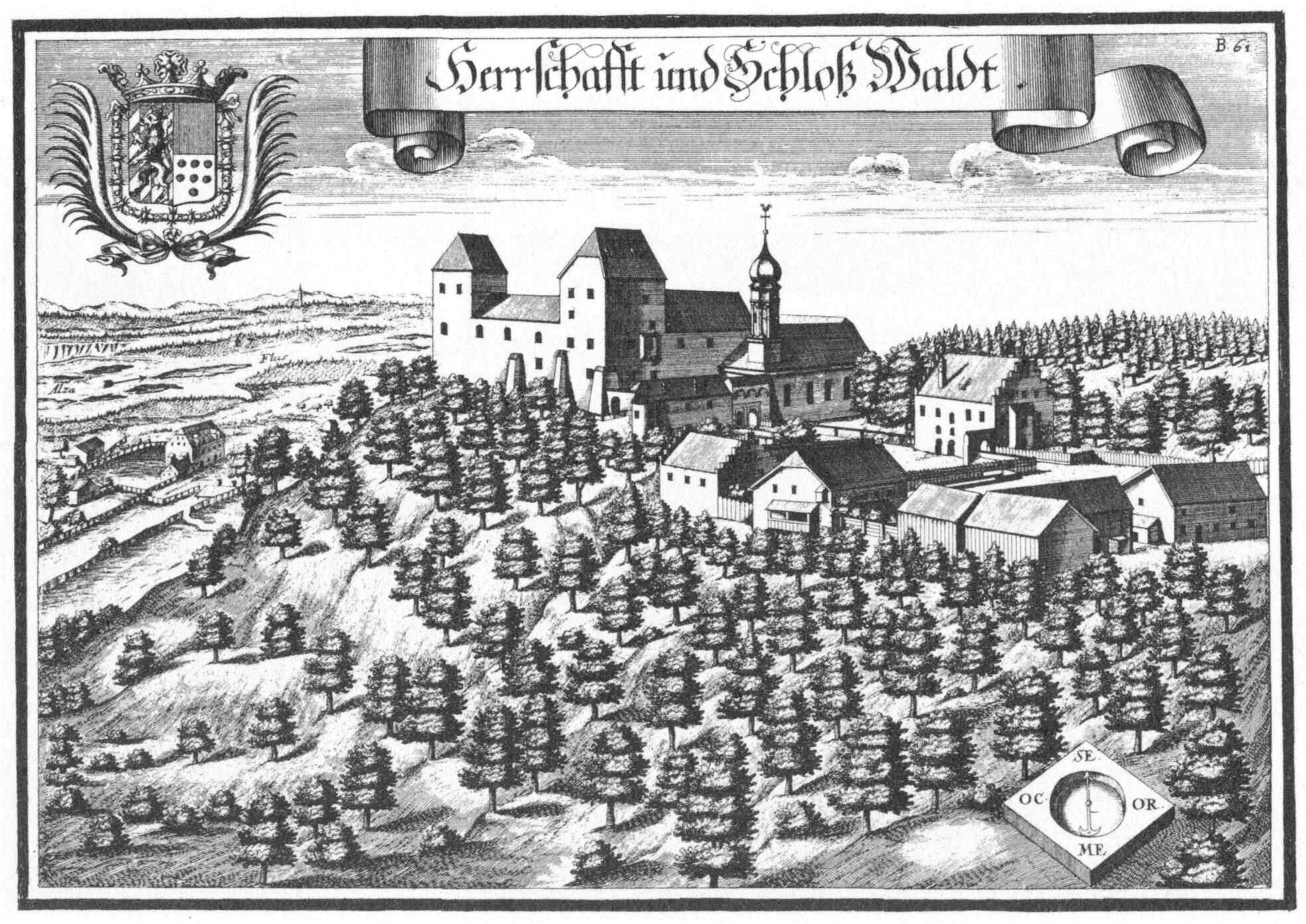
A Wald an der Alz-i kastély (1721)
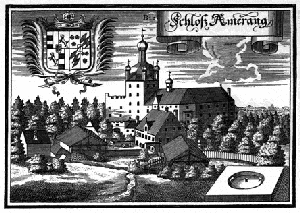
Amerang kastély(1700)

## Fordítás
- Ez a szócikk részben vagy egészben  a   Scaliger című német Wikipédia-szócikk ezen változatának fordításán alapul.  Az eredeti cikk szerkesztőit annak laptörténete sorolja fel. Ez a jelzés csupán a megfogalmazás eredetét és a szerzői jogokat jelzi, nem szolgál a cikkben szereplő információk forrásmegjelöléseként.